# Мтема
Мте́ма (англ. Mtema) — традиційна громада у складі дистрикту Лілонгве Центрального регіону Малаві.
Населення — 65553 особи (2018).